# Добро пожаловать в рай (фильм, 2015)
«Добро пожаловать в рай» (англ. Vice — порок) — американский фантастический художественный фильм режиссёра Брайана А. Миллера. Фильм вышел на экраны США 16 января 2015 года. В главных ролях — Томас Джейн, Брюс Уиллис, Эмбир Чайлдерс и Брайан Гринберг

## Сюжет
Бизнесмен Джулиан Майклс (Брюс Уиллис) владеет супер-аттракционом — городом с жителями-андроидами, которые выглядят, думают и чувствуют как люди. Клиенты могут реализовать свои самые смелые фантазии, включая насилие и убийства. Каждый день андроидам стирают воспоминания. Андроид Келли (Эмбир Чайлдерс) начинает осознавать происходящее и убегает. Она оказывается втянутой в перестрелку между охраной аттракциона и полицейским (Томас Джейн), который одержим идеей закрытия города развлечений.
Сценарий имеет большое сходство с фильмом 1973 года Майкла Крайтона «Западный мир».

## Производство
21 января 2014 года было объявлено о начале производства и финансирования фильма с бюджетом 15 млн долларов и об участии в нём Брюса Уиллиса. 5 февраля 2014 года было объявлено, что K5 International будет продавать фильм на Европейском кинорынке в Берлине. 13 февраля 2014 года стало известно, что фильм был продан в 37 стран мира.

### Съёмки
Съёмки фильма начались 3 апреля 2014 года в Мобил, штат Алабама.

## Критика
Фильм получил преимущественно негативные отзывы критиков. В начале июня 2015 года он имел рейтинговую оценку:
- на Internet Movie Database 4,1 (из 10) на основании 7304 голосов[3];
- на Rotten Tomatoes 2,5 (из 10) на основе 26 отзывов[4];
- на Metacritic 17 (из 100) на основании 14 обзоров[5].